# Psychoterapia systemowa
Psychoterapia systemowa – grupa szkół terapeutycznych inspirowanych podejściem systemowym, psychologią systemową  i ogólną teorią systemów. Występuje zarówno w formie terapii oraz psychoterapii. Zwany także interakcyjnym. Jego rozwój przypada na lata 40. i 50. w USA.
Przyczynowość w teorii systemów ma charakter cyrkularny, a nie liniowy (przyczynowo-skutkowy). Cyrkularny oznacza, że „a” powoduje „b”, które wpływa na „c”, które zwrotnie oddziałuje na „a”.
W ramach psychoterapii systemowej dokonuje się różnych podziałów.
Kurt Ludewig (1995) proponuje podział na trzy szkoły terapii systemowej:
- strukturalną,
- strategiczną,
- systemową;

natomiast Nichols (1984):
- komunikacyjną,
- strukturalną,
- strategiczną.

## Teoria Systemów RodzinnychMurraya Bowena

### Założenia teoretyczne
- System może funkcjonować na różnych poziomach efektywności – od poziomu optymalnego po dysfunkcjonalny.

Najistotniejsze mechanizmy i pojęcia tego ujęcia to:
- Poziom zróżnicowania ja każdego człowieka można opisać na kontinuum od fuzji (z systemem rodziny pochodzenia) do zróżnicowania.

| trwałe-ja    | pseudo-ja     | nie-ja    |
| (solid self) | (pseudo self) | (no self) |

Tendencje symbiotyczne można traktować jako przejaw przewlekłego zaburzenia równowagi sił w relacjach rodzinnych. Związki partnerskie są zazwyczaj zawierane z osobami o podobnych poziomach zróżnicowania ja.
- System emocjonalny rodziny nuklearnej czyli taki, w którym partnerów charakteryzuje stopień zróżnicowania ja w drugim przedziale skali, podjęli wysiłek, aby funkcjonować bardziej autonomicznie od rodziców, mogli funkcjonować dostatecznie dobrze, dopóki ich relacje pozostawały powierzchowne dokonali fuzji swoich niepełnych ja – posługują się mechanizmem emocjonalnego dystansu dla utrzymywania stabilności.
- Im mniejszy stopień zróżnicowania ja, tym większa tendencja, by, przy wzroście napięcia, niepokoju wciągać osobę trzecią do relacji by zneutralizować lęk – jest to tendencja tworzenia trójkątów.

- Proces projekcji rodzinnej to przenoszenie na dzieci niezróżnicowanego ja; tzw. transmisja wielopokoleniowa.

### Cele terapii
- inicjowanie i obserwacja eksternalizacji,
- różnicowanie ja.

### Techniki terapeutyczne
Genogram, sięganie do poprzednich generacji.

## Strukturalna Terapia RodzinS. Minuchina

### Założenia teoretyczne
Najistotniejsze mechanizmy i pojęcia tego podejścia to:
- Rodzina jest otwartym systemem społeczno-kulturowym, do optymalnego funkcjonowania niezbędna jest równowaga między poczuciem ja a przynależnością do rodziny.
- Nacisk kładzie się na strukturę, czyli sieć wymagań funkcjonalnych (o stałych cechach), które warunkują interakcje.
- Konieczne jest utrzymanie pewnej hierarchii, zaburzenie następuje wówczas, gdy struktura rodziny jest za mało elastyczna, uniemożliwiająca jej przystosowanie się do zmian rozwojowych lub wymogów otoczenia.
- Symbol zdrowia stanowią możliwości adaptacyjne jednostki i systemu.
- Granice, koalicje, podsystemy – różnicują i rozwijają system.

### Cele terapii
Zmiana struktury rodziny (w sytuacji kryzysu), zmiana granic (zbyt płynnych lub zbyt sztywnych).

### Techniki terapeutyczne
Przewartościowanie, wprowadzenie nowych informacji (uzyskanie odmiennej perspektywy poznawczej ułatwiający rodzinie nowy sposób odnoszenia się), odtwarzanie interakcji, restrukturyzacja – zakreślenie granic – wyjaśnianie i modyfikacja interakcji.

## Strategiczna Terapia Rodzin (Jay Haley,Cloe Madanes)

### Założenia teoretyczne
W ujęciu tym najistotniejsze jest odejście od tradycyjnej terminologii.
Patologia
- trudności to niepożądane stany rzeczy
- objawy zaburzeń psychicznych są wyrazem tendencji homeostatycznych
- problemy powstają w wyniku niewłaściwego radzenia sobie z trudnościami
- zmiana jednego z członków systemu zależy od zmiany systemu
- wgląd nie jest potrzebny do zmiany
- problemy są rozumiane w kontekście, w którym występują i poprzez funkcję jaką pełnią.

Sposoby stwarzania sobie problemów
- zaprzeczanie istnieniu trudności,
- usiłowanie rozwiązania tego, czego nie da się rozwiązać,
- fiksacja na złym rozwiązaniu

Perwersyjny trójkąt
- Pojęcie wprowadzone, aby oznaczyć koalicja dwóch osób z różnych generacji przeciw trzeciej osobie. Przy takiej koalicji negowane jest jej istnienie.

### Cele terapii
Cel terapii określa się według możliwości jego osiągnięcia; powinien być konkretny, osiągalny, realny, ograniczony.

### Techniki terapeutyczne
4 kroki rozwiązywania problemu:
1. zdefiniowanie problemu w konkretnych kategoriach
2. zbadanie dotychczasowych rozwiązań
3. zdefiniowanie celu dla każdego z członków rodziny
4. zbudowanie i propozycja interwencji

Efektywne dyrektywy nie powinny być podawane w formie prostych rad, ponieważ pacjenci mają małą kontrolę racjonalną nad własnymi zachowaniami. Po to, aby zadanie dla rodziny było dobrze sformułowane, terapeuta powinien wiedzieć: co ma być zmienione i w jakim kierunku oraz jakich prób, które ostatecznie okazały się nieskuteczne dokonywała rodzina w celu rozwiązania trudności.
Terapia strategiczna jest terapią krótkoterminową, czasem trwającą 2 sesje. Jest nastawiona pragmatycznie, a terapeuta koncentruje się na objawach. Opór w trakcie terapii jest omijany, lub wykorzystywany. Terapeuta powinien być aktywny, zaangażowany, odpowiedzialny za wprowadzane zmiany i kreatywny.

## Systemowo komunikacyjna terapia rodzin
Podejście systemowo – komunikacyjne rozwijano w Mental Research Institute (MRI) w Palo Alto w Kalifornii w latach 50. XX wieku w zespole: Don Jackson, Jules Riskin, Virginia Satir, Jay Haley, John Weakland, Paul Watzlawick, Gregory Bateson. Stworzyli podstawy teoretyczne dla wszystkich „podejść systemowych”.

### Założenia teoretyczne
Rodzina, według podejścia systemowo – komunikacyjnego to system otwarty, zdolny do homeostazy. W terapii pomijane są procesy intrapsychiczne poszczególnych członków, natomiast istotna jest komunikacja w systemie.
Patologia jest rozumiana jako zaburzenie całego układu rodzinnego.
Pojęcie systemu nie jest jednoznaczne z sumą jego elementów. Charakteryzuje go:
- ekwifinalność – ten sam stan końcowy, może zastać osiągnięty różnymi drogami i metodami przy różnych warunkach wyjściowych,

- ekwipotencjalność – różne stany końcowe mogą być osiągnięte przy takich samych warunkach początkowych.

### Aksjomaty komunikacji – Watzlawick
1. Każde zachowanie jest komunikatem: w grupie dwóch osób, które zachowują świadomość zawsze zachodzi komunikacja.
2. Każdy komunikat posiada dwa aspekty: treści i relacji.
  1. KOMUNIKAT = TREŚĆ + ASPEKT RELACYJNY
  2. Aspekt treści – przekazuje treść; w rodzinach zdrowych przeważa nad aspektem relacyjnym;
  3. Aspekt relacji – określa charakter relacji pomiędzy osobami; rządzą nim reguły nie do końca świadome, określające: Kto? Kiedy? Do kogo? Co? może powiedzieć; przeważa nad aspektem treściowym w rodzinach zaburzonych.
3. Istotą relacji jest subiektywnie widziana przyczynowość. Interakcja nie ma obiektywnego początku, ani przyczyny. To, co się za taką przyczynę uważa, to subiektywna punktacja sekwencji zdarzeń (komunikatów).
4. Interakcje mają charakter:
  1. komplementarny – jedna osoba wymaga, poucza, kontroluje, itd., druga – podporządkowuje się (relacja typu pacjent lekarz)
  2. symetryczny – pozycja równości osób, dążenie do wzajemnego odzwierciedlania zachowań (relacja osób o tym samym poziomie wiedzy wymieniających się doświadczeniami, np. relacja zegarmistrz-zegarmistrz).

### Typy komunikowania się według P. Watzlawicka
Analogowy
- Język zmiany
- Komunikacja niewerbalna
- Lepiej informuje o ustosunkowaniu, ale w niejednoznaczny sposób
- Dotyczy symboli i fantazji
- Półkula odpowiedzialna: prawa

Cyfrowy
- Język logiki i racji
- Komunikacja werbalna
- Półkula odpowiedzialna: lewa
- Typowy dla tradycyjnej terapii

Teoria systemowo – komunikacyjna wprowadziła pojęcie podwójnego wiązania (double bind). Zjawisko podwójnego wiązania występuje w rodzinie, gdzie jedna z osób otrzymuje stale sprzeczne komunikaty – komunikat na poziomie werbalnym różni się od niewerbalnego, np. „Miło Cię widzieć” i brak uśmiechu. Wybranie jakiegokolwiek komunikatu grozi karą, utratą miłości, gniewem lub złością. „Ofiara' podwójnego wiązania, często jest to dziecko, nie może się wycofać z relacji.